# Kanton Val de Save
Val de Save is een kanton van het Franse departement Gers. Het kanton maakt deel uit van het arrondissement Auch. In 2019 telde het 11.451 inwoners.
Het kanton werd gevormd ingevolge het decreet van 26 februari 2014 met uitwerking op 22 maart 2015, met Samatan als hoofdplaats.

## Gemeenten
Het kanton omvat de volgende 22  gemeenten: 
- Betcave-Aguin
- Bézéril
- Cadeillan
- Castillon-Savès
- Cazaux-Savès
- Espaon
- Garravet
- Gaujac
- Gaujan
- Labastide-Savès
- Lahas
- Laymont
- Lombez
- Monblanc
- Mongausy
- Montadet
- Montamat
- Montégut-Savès
- Montpézat
- Nizas
- Noilhan
- Pébées
- Pellefigue
- Polastron
- Pompiac
- Puylausic
- Sabaillan
- Saint-André
- Saint-Élix-d'Astarac
- Saint-Lizier-du-Planté
- Saint-Loube
- Saint-Soulan
- Samatan
- Sauveterre
- Sauvimont
- Savignac-Mona
- Seysses-Savès
- Simorre
- Tournan
- Villefranche